# Steve Price

a Compétitions nationales et continentales officielles uniquement.

Steven Price dit Steve Price, né le 5 septembre 1977 à Revesby en Australie, est un ancien joueur australien de rugby à XIII reconverti en tant qu'entraineur. Il évolue en tant que joueur au poste de demi d'ouverture ou de troisième ligne en Australie à St George et à Balmain avant que deux graves blessures aux genoux mettent fin prématurément à sa carrière. Après sa carrière sportive, il devient entraîneur-adjoint de St George Illawarra avant de prendre en main l'équipe première entre janvier 2012 et mai 2014, ayant été congédié en raison de mauvais résultats. Parallèlement, il a également pris en main la sélection des Samoa entre 2010 et 2013. En 2018, il est nommé entraîneur de l'équipe anglaise de Warrington à la suite du départ de Tony Smith.

## Palmarès

### Performances d'entraîneur
| Club                | Début            | Fin      | Résultats |
| ------------------- | ---------------- | -------- | --- |
| Samoa               | 2010             | 2013     | |
| St George Illawarra | janvier 2012     | mai 2014 | |
| Warrington          | 1er janvier 2018 | en cours | Finaliste de la Super League : 2018 Finaliste de la Challenge Cup : 2018 Vainqueur de la Challenge Cup : 2019 |